# Microbotryum radians
Microbotryum radians är en svampart som först beskrevs av Vánky & Oberw., och fick sitt nu gällande namn av Vánky 1998. Microbotryum radians ingår i släktet Microbotryum och familjen Microbotryaceae.   Inga underarter finns listade i Catalogue of Life.